# Bryoptera guttularia
Bryoptera guttularia är en fjärilsart som beskrevs av Walker 1860. Bryoptera guttularia ingår i släktet Bryoptera och familjen mätare. Inga underarter finns listade i Catalogue of Life.